# Songea Urban
Songea Urban ist einer von acht Councils der Region Ruvuma in Tansania. Er entspricht flächenmäßig dem Distrikt Songea Municipal.
Das Council hatte im Jahre 2002 131.336 Einwohner.

## Verwaltungsbezirke
Songea Urban ist in 13 Verwaltungsbezirke unterteilt: 
- Bomba Mbili
- Lizaboni
- Majengo (Deutsche Bedeutung: Bauwerke)
- Matarawe
- Matogoro
- Mfaranyaki
- Misufini
- Mletete
- Mshangano
- Ruhuwiko
- Ruvuma
- Songea Mjini
- Subira